# Nyungwe (langue)
Pour les articles homonymes, voir Nyungwe.
Le nyungwe (ou chinyungwi, cinyungwe, nyongwe, teta, tete, yungwe) est une langue bantoue parlée au Mozambique.
Le nombre de locuteurs était estimé à 439 000 en 2006.